# Курфюрство Кьолн
Курфюрство Кьолн (на немски: Kurköln, Erzstift, Kurfürstentum Köln) е измежду първоначалните 7 курфюрства на Свещената Римска империя, утвърдено със Златната була от 1356 година. То е светското владение на ерц-епископите на Кьолн и трябва да се различава от тяхната много по-голяма духовна метрополия (erzbistum).

## История
Курфюрство Кьолн същетвува от средата на 10 век до Германската медиатизация 1803 г. и от 1512 г. принадлежи към Куррейнския имперски оркръг. Основните му територии са се намирали от лявата страна на Рейн между Андернах и Рейнберг. Към него принадлежали и Фест Реклингхаузен и Херцогство Вестфалия.
Курфюрство Кьолн граничел с херцогствата Берг, Юлих, Гелдерн и Клеве. Неговата столица и резиденция е Кьолн и от 1597 г. Бон.